# Valea Dulce
Valea Dulce – wieś w Rumunii, w okręgu Prahova, w gminie Podenii Noi. W 2011 roku liczyła 995 mieszkańców.